# Amblyopone meiliana
Amblyopone meiliana  (лат.) — вид мелких земляных муравьёв из подсемейства Amblyoponinae.

## Распространение
Южный Китай: провинция Юньнань, Дечен-Тибетский автономный округ, уезд Дечен, город Юньлин, деревня Минъюн, 3250 м (восточный склон гор Мэйли Сюэшань; смешанный лес).

## Описание
Длина тела около 5 мм. Основная окраска красновато-коричневая (ноги светлее, желтовато-коричневые). Голова длиннее своей ширины, трапециевидная, расширенная кпереди: длина головы (HL) 1,10 мм, ширина головы (HW) 0,95 мм. Глаза мелкие. Усики короткие, 12-члениковые. Мандибулы длинные, узкие, жало хорошо развито. Клипеус с рядом из мелких зубчиков по переднему краю. Стебелёк между грудкой и брюшком состоит из одного узловидного членика (петиоль). Гнездятся в почве, под камнями, семьи малочисленные.
Вид был впервые описан в 2012 году китайскими мирмекологами Сюй Чжэнхуэем и Чу Цзяоцзяо. Близок к виду Amblyopone triloba Xu. Название вида A. meiliana происходит от названия горного массива Мэйли Сюэшань, высочайшей точки провинции Юньнань.